# هوستون أ. بيكر جونيور
هوستون أ. بيكر جونيور (بالإنجليزية: Houston A. Baker, Jr.)‏ هو صحفي أمريكي، ولد في 22 مارس 1943 في لويفيل في الولايات المتحدة.

## وصلات خارجية
- هوستون أ. بيكر جونيور على موقع الموسوعة البريطانية (الإنجليزية)